# Ida B. Wells

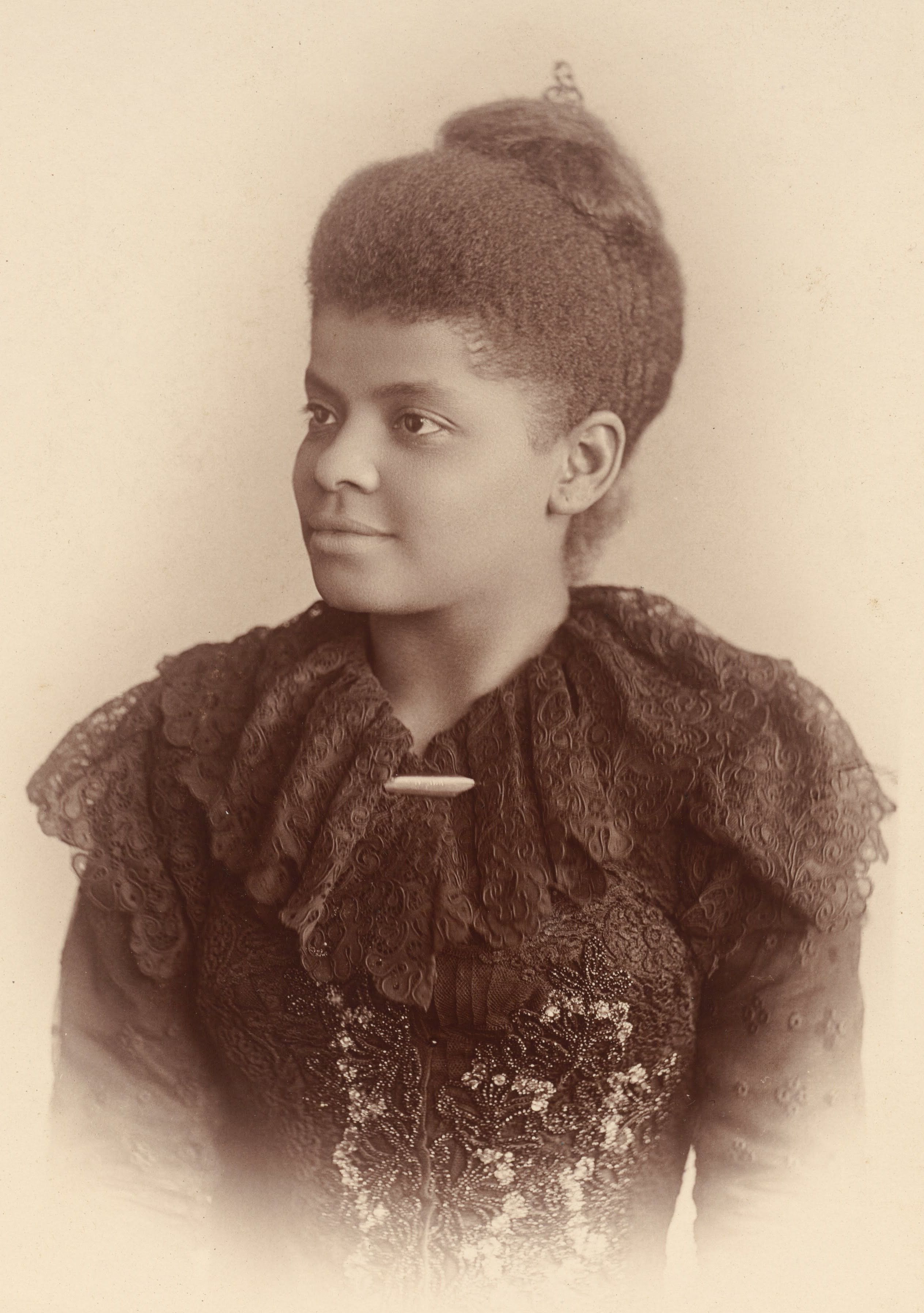
Ida B. Wells-Barnett (um 1893)

Ida Bell Wells (später Ida Bell Wells-Barnett, geboren 16. Juli 1862 in Holly Springs, Mississippi; gestorben 25. März 1931 in Chicago, Illinois) war eine US-amerikanische Journalistin sowie Bürger- und Frauenrechtlerin. Sie war Mitgründerin mehrerer Organisationen, darunter der NAACP und der National Association of Colored Women (NACW), und setzte sich prominent gegen die damals weit verbreitete Lynchjustiz an Afroamerikanern ein. Mit ihrer Tätigkeit beeinflusste sie maßgeblich die Bürgerrechtsbewegung in den USA.

## Frühe Lebensjahre
Ida B. Wells wurde 1862 in Holly Springs als Tochter versklavter Eltern geboren. Nur sechs Monate nach ihrer Geburt trat die Emanzipations-Proklamation in Kraft, wodurch die Sklaverei im Süden abgeschafft wurde. Später besuchte sie das 1866 gegründete Rust College. Ida wuchs in einem christlichen Umfeld auf und wurde von ihrer Mutter religiöses Wissen sowie Lese- und Schreibfähigkeiten gelehrt. 1878 starben ihre Eltern und ihr jüngster Bruder an einer Gelbfieberepidemie. Woraufhin Ida im Alter von 16 Jahren sich selbst um ihre fünf jüngeren Geschwister kümmern musste. Um die Familie zu ernähren, nahm sie, obwohl noch nicht 18, eine Stelle als Lehrerin an. Auf Einladung einer Tante zog sie 1882 mit zwei jüngeren Schwestern in die Nähe von Memphis, wo sie abermals eine Stelle erhielt und zudem für verschiedene Zeitungen zu schreiben begann. Im Sommer besuchte sie die Fisk University in Nashville. 1884, auf dem Weg nach Nashville, kaufte Ida ein Zugticket für das Damenabteil der Ersten Klasse, welches damals für den Schutz von Alleinreisenden Frauen bereitgestellt wurde. Der Schaffner akzeptierte das Ticket jedoch nicht und sie wurde gewaltsam in das Abteil der zweiten Klasse gebracht, in welchem sich bereits mehrere schwarze Personen aufhielten. Sie verklagte die Eisenbahnlinie des Chesapeake and Ohio Railway und erhielt eine Entschädigung von 500 Dollar. Das Urteil wurde allerdings 1887 vom Tennessee Supreme Court revidiert und Ida musste die Gerichtskosten begleichen.

## Anti-Lynching Kampagne & Journalismus

### Memphis Free Speech
Sie wandte sich dem Journalismus daraufhin noch stärker zu und wurde Anteilseignerin der Zeitung Memphis Free Speech and Headlight. Sie arbeitete dort als Redakteurin und kritisierte anhaltend die fortschreitende Unterdrückung der schwarzen Bevölkerung in den Südstaaten, wobei sie auch Gewalt im Sinne der Selbstverteidigung gegen die Unterdrücker propagierte. Sie verfasste unter anderem einen Artikel, der sich gegen das dortige Schulsystem richtete und kritisierte dabei die Zustände in den getrennten Schulen für Schwarze Kinder, sowie die unzureichenden Lehrer und deren geistiger und moralischer Charakter. Dies führte zu ihrer Entlassung als Lehrerin 1891.
Dennoch konzentrierte sie sich von nun an auf ihre Aufgabe als Redakteurin und versuchte von den Einnahmen der Zeitung leben zu können. Besonders die Lynchjustiz, bevorzugtes Mittel der Terrorisierung Schwarzer, fand bei Ida B. Wells große Beachtung und war Bestandteil zahlreicher Artikel und Reden von ihr, in denen sie etwa die oft als Begründung angeführte Vergewaltigung weißer Frauen als Mythos entlarvte. Als einzige Möglichkeit der künftigen Prävention sah sie eine veränderte Gesetzgebung, in der „der starke Arm der Regierung […] über die Grenzen der Bundesstaaten hinausreichen“ müsse. Über begangene Lynchmorde und ihre vermeintlichen Ursachen führte Wells genaue Statistiken.

### Lynchmord in Memphis
Sie selbst war mit diesem Verbrechen konfrontiert worden: Ida war am Höhepunkt ihrer Journalismus Karriere als sich die Lynchjustiz auch in Memphis ausbreitete. Der Vater ihrer Patentochter und zwei weitere Schwarze, die mit ihrem Lebensmittelladen the People's Grocerys in direkter Konkurrenz zu dem weißen Lebensmittelhändler Will Barret standen, wurden 1892 verhaftet, später von einem weißen Mob aus dem Gefängnis geholt und gelyncht. Nachdem sich die Nachricht über die Geschehnisse verbreitet hatten, versammelte sich eine Gruppe von Schwarzen vor dem Lebensmittelgeschäft, um gemeinsam zu trauern. Umgehend wurde der Polizei aufgetragen diese mitzunehmen und zu erschießen. Das Geschäft wurde zudem ausgeräumt und zerstört. Wells forderte daraufhin in ihren Artikeln dazu auf, die Geschäfte der Weißen zu boykottieren oder gleich in die kurz zuvor zum Besiedeln freigegebenen Gebiete in Oklahoma auszuwandern (→ Oklahoma Land Run), was auch tatsächlich geschah.
Sie hörte trotz der vielen Warnungen nicht damit auf, die Lynchmorde zu thematisieren und in ihren Artikeln auf die Morde aufmerksam zu machen. In Reaktion darauf setzte im März 1892 ein Mob das Gebäude, in dem ihre Zeitung produziert wurde, in Brand und zerstörte somit all ihre Recherchen über die Gewalt gegen Afroamerikaner. Zu diesem Zeitpunkt, auf dem Weg nach New York City, erhielt sie Morddrohungen zahlreicher Südstaatler, die ihr die Rückkehr nach Memphis untersagten. Sie blieb daraufhin in New York und wurde Teilhaberin der New York Age. Ida veröffentlichte außerdem ihre erste Broschüre Southern Horrors: Lynch Law in All It's Phases (1892), in der größtenteils ihre Artikel, welche zuvor in der New York Age erschienen, nachgedruckt wurden. Dabei reflektierte sie den Vorfall und die Intention hinter den Lynchmorden.

### Kreuzzüge
1893 wurde sie eingeladen ihre Erfahrungen und Geschichten über die Lynchjustiz mit der Bevölkerung in Großbritannien zu teilen. Sie verbrachte April und Mai auf ihrem ersten Kreuzzug, bei welchem sie die britische Bevölkerung, durch ihren Aktivismus, dazu inspirieren wollten, gegen die Lynchjustiz in den USA zu kämpfen. Ihre Taten gewannen sowohl in den USA als auch in Großbritannien an umfangreicher Berichterstattung in der Presse. Sie nahm das ausgeprägte Engagement der englischen Frauen und deren Bürgerinitiativen wahr und nutzte ihr neues Wissen, um ihre Anhänger in den Vereinigten Staaten zu motivieren, sich mehr durch neu gegründete Bürgerrechtsbewegungen zu beteiligen. Während ihres zweiten Kreuzzuges durch England in 1894 wurden ihre Artikel von der Zeitung Chicago Inter-Ocean in einer Kolumne unter dem Titel Ida B. Wells Abroad veröffentlicht. Ihre Reden des zweiten Kreuzzuges führten zur Gründung der British Anti-Lynching Society.

## Heirat und Familie
Nach ihrer Rückkehr zog sie nach Chicago, wo sie mit Frederick Douglass und dem Anwalt und Gründer der Zeitung Conservator Ferdinand Barnett zusammenarbeitete, den sie 1895 heiratete. Das Paar hatte vier Kinder: Charles Aked Barnett (1896–1957), Herman Kohlsaat Barnett (1897–1975), Ida Bell Wells Barnett, Jr. (1901–1988) und Alfreda Marguerita Barnett (1904–1983), zusätzlich zu zweien aus einer früheren Beziehung Barnetts. Ida schränkte fortan ihre Reisen ein, betätigte sich aktiv in Chicago und schrieb unter anderem Artikel für die Zeitung ihres Mannes.

## Letzten Lebensjahre
Zwischen 1898 und 1902 arbeitete Wells-Barnett als Sekretärin einer der ersten Bürgerrechtsorganisationen, des National Afro-American Council. 1909 war sie an der Gründung der National Association for the Advancement of Colored People beteiligt, trat später aber aus der von ihr als nicht militant genug erachteten Vereinigung aus. Sie gründete weitere Organisationen, wie die 1910 gegründete Negro Fellow Ship League, für die sie zwar Bewunderung erhielt, allerdings nicht die gewollte finanzielle Hilfe und Zusammenarbeit erzielen konnte. Sie kümmerte sich weiterhin mit verschiedenen Programmen, etwa dem Bau eines Kindergartens, um die schwarze Gemeinde Chicagos und bemühte sich zudem um die Einführung des vollständigen Frauenwahlrechts in den USA, wofür sie 1913 an einer Parade der National American Woman Suffrage Association teilnahm.
1924 stellte sich Wells-Barnett zur Wahl als Präsidentin der 1896 von ihr mitgegründeten National Association of Colored Women, verlor aber gegen Mary McLeod Bethune. Dasselbe Schicksal widerfuhr ihr 1930 beim Versuch, in den Senat von Illinois gewählt zu werden. Ihr wurde zudem bewusst, wie wichtig es ist ihre Erfahrungen und ihr Wissen für spätere Generationen festzuhalten und fing 1928 an ihre eigene Autobiografie zu schreiben. Am 25. März 1931 starb Ida B. Wells im Alter von 68 Jahren an einer Harnvergiftung.

## Vermächtnis und Ehrungen
1950 wurde sie zu einer der 25 herausragenden Frauen in der Geschichte der Stadt Chicago ernannt. 1970 veröffentlichte ihre Tochter Alfreda Duster Wells-Barnetts Autobiografie Crusade for Justice. 1988 wurde sie in die National Women’s Hall of Fame aufgenommen. Ihr Haus ist heute als Wahrzeichen der Stadt Chicago sowie als National Historic Landmark und im National Register of Historic Places gelistet.
Ida B. Wells wurde in die Anthologie Daughters of Africa aufgenommen, die 1992 von Margaret Busby in London und New York herausgegeben wurde. Der Soziologe Troy Duster ist ein Enkel von ihr. Bei der Verleihung der Pulitzer-Preise im Mai 2020 wurde Ida B. Wells „For her outstanding and courageous reporting on the horrific and vicious violence against African Americans during the era of lynching.“ mit einer Special Awards and Citations gewürdigt.